# Cresskill
Cresskill – miasto w Stanach Zjednoczonych, w stanie New Jersey, w hrabstwie Bergen. W 2010 roku liczyło 8573 mieszkańców.